# Charles Delcour
Pour les articles homonymes, voir Delcour.
Charles Delcour (Jean Baptiste Charles Guillaume), né à Limbourg-Dolhain en 4-9-1811 et mort à Louvain en 28-11-1889, est un juriste. Il fut ministre de l'intérieur de Belgique du 7 décembre 1871 au 18 juin 1878 et ministre d'État du parti catholique. Il fut également professeur à l'université catholique de Louvain au sein de la Faculté de droit.
Il collabora longtemps - de 1846 à 1862 - à la "Revue catholique".
Les Musées royaux des beaux-arts de Belgique conservent son buste par le sculpteur Guillaume Geefs.

## Ses écrits
- Questions usuelles et pratiques sur l'administration des fabriques d'église, 1853.
- Traité de l'administration des fabriques d'église, Louvain, 1846, tome I (unique volume publié).
- Des dons et legs charitables, Bruxelles, 1855.
- Cours de droit civil, Louvain, s. d. (quatre volumes).